# II. třída okresu Semily
 II. třída okresu Semily (okresní přebor II. třídy) tvoří s ostatními skupinami II. třídy osmou nejvyšší fotbalovou soutěž v České republice. Hraje se každý rok od léta do jara se zimní přestávkou. Na konci ročníku nejlepší dva týmy postupují do I. B třídy Libereckého kraje (do skupiny B) a dva nejhorší týmy sestoupí do III. třídy okresu Semily.

## Vítězové
| Ročník    | Vítězný tým                      |
| --------- | -------------------------------- |
| 2003/2004 | FK Košťálov                      |
| 2004/2005 | TJ Jiskra Libštát                |
| 2005/2006 | TJ Sokol Bozkov                  |
| 2006/2007 | FK Košťálov - Libštát            |
| 2007/2008 | FC Lomnice nad Popelkou „B“      |
| 2008/2009 | SK Studenec                      |
| 2009/2010 | TJ Sokol Nová Ves nad Popelkou   |
| 2010/2011 | TJ Spartak Rokytnice nad Jizerou |
| 2011/2012 | FK Košťálov - Libštát            |
| 2012/2013 | TJ Sokol Stružinec               |
| 2013/2014 | TJ Sokol Stružinec               |
| 2014/2015 | FK Přepeře                       |
| 2015/2016 | FK Košťálov - Libštát            |
| 2016/2017 | SK Jívan Bělá                    |
| 2017/2018 | FK Přepeře „B“                   |
| 2018/2019 | SK Studenec                      |
| 2019/2020 | SK Mírová pod Kozákovem *        |
| 2020/2021 | SK Jilemnice *                   |
| 2021/2022 | TJ Sokol Roztoky u Jilemnice     |
| 2022/2023 | FK Turnov „B“                    |
| 2023/24   |                                  |

- * soutěž se nedohrála kvůli Covidu-19
- ** soutěž je rozehraná